# Karl Butzer
Karl W. Butzer (Mülheim 19 de agosto de 1934 - Austin, Texas 4 de mayo de 2016) fue un geógrafo y arqueólogo estadounidense nacido en Alemania.

## Biografía
Nació en Alemania y después emigró con su familia a Inglaterra y luego a Canadá, se estableció finalmente en Estados Unidos.
Estudio en la Universidad McGill con dos títulos uno en matemáticas y una maestría en Meteorología y Geografía, regreso a Alemania para obtener el título en geografía en la Universidad de Bonn, la misma institución obtuvo un Doctorado en geografía física.
Trabajo en la Universidad de Wisconsin-Madison, luego en la Universidad de Chicago y finalizó en la Universidad de Texas.
Sus trabajos de campo más importantes los realizó en Egipto, Sudáfrica, México,Chipre, España y realizó trabajos en otras partes del mundo.
Realizó investigaciones y trabajos sobre la geografía humana integral,climatología, geomorfología, antropología, geoarqueología.

## Obras
Autor de 19 obras y de más de 270 artículos científicos. Entre las más destacadas están:
- Environment and Archaeology (1964)ISBN 9780416675009
- Dimensions of Human Geography: Essays on Some Familiar and Neglected Themes (1978)ISBN 9780890650936
- Archaeology as Human Ecology (1982)ISBN 9780521288774